# Broadcast (группа)
Broadcast (с англ. — «вещать, транслировать») — английская индитроник-группа, образованная в Бирмингеме в 1995 году Триш Кинан (вокал, клавишные, гитара) и Джеймсом Каргиллом (бас). Их музыкальный стиль сочетал в себе элементы психоделии 1960-х годов с ранней электронной музыкой и сэмплами из эзотерических источников; что сделало группу культовой классикой.
Broadcast выпустили три студийных альбома — The Noise Made by People (2000), Haha Sound (2003) и Tender Buttons (отсылка к книге  Гертруды Стайн с экспериментальной поэзией) (2005) — на Warp Records, а также несколько EP и совместный альбом с The Focus Group под названием Broadcast and The Focus Group Investigate Witch Cults of the Radio Age (2009). Их последний релиз как группы Distant Call выпущен в 2024 году.
Помимо основателей Кинан и Каргилла, в составе Broadcast регулярно происходили изменения. В группу входили Рой Стивенс (клавишные), Тим Фелтон (гитара) и Стив Перкинс (ударные). Кит Йорк, Фил Дженкинс, Джереми Барнс, Нил Буллок и Эш Шихан также выступали в группе в качестве гастролирующих или сессионных барабанщиков. С 2005 по 2011 год в состав Broadcast входил только дуэт основателей. После смерти Кинан в 2011 году всю оставшуюся деятельность Broadcast курировал Каргилл.

## Характеристики
Стиль
Fact описал музыку Broadcast как смешение «поп-песенного искусства и экспериментально-ориентированной электронной музыки в современную смесь психоделии, которая нашла глубокий отклик у слушателей». The Guardian описала их работу как вобравшую в себя поп-музыку и в то же время «смешавшую такие элементы, как примитивная электроника BBC Radiophonic Workshop, чешский сюрреализм, орган Moog, саундтреки к забытым фильмам и эфемерный китч». Группа представляет собой смесь электронных звуков и вокала Кинан, вдохновленного 1960-ми годами, и находится под сильным влиянием американской психоделической группы The United States of America 1960-х годов, использующей многие из тех же электронных эффектов. Группа также была известна тем, что использовала сэмплы, взятые как из сборников фонотеки, так и из реальных полевых записей. Музыкальный стиль группы по-разному определялся как психоделический поп, дрим-поп, авангард-поп, и спейс-эйдж-поп. Их увлечённость эстетикой культур прошлого привела их к объединению с электронным трендом 2000-х годов, известным как призракология.
Кинан сказала, что группа «[слушает] много саундтреков», а в интервью 2007 года она заявила, что группа стремилась с каждым альбомом «создать саундтрек к фильму, которого не существует». В ранние годы группу часто сравнивали с такими группами, как Portishead и Stereolab. По словам журналиста Майки Джонса, музыкальная продукция группы «соединила миры поп-песен и экспериментально-ориентированной электронной музыки в современную смесь психоделии, которая нашла глубокий отклик у слушателей, эффективно расширяя условности того, что можно считать психоделией». Первой любовью Кинан была в первую очередь фолк-музыка, но это влияние было преуменьшено в первые годы существования Broadcast из-за изначальной неприязни Каргилла к этому жанру. Однако оно стало заметным, когда звучание группы стало более открытым для экспериментов.
Другими повторяющимися элементами в музыке группы (особенно в их первых двух альбомах) были атмосфера «научной фантастики» и «искажённые варианты» свинга и джазовой музыки, которые «предлагали европоцентрический контрапункт в основном американским новаторам психоделии, которых они впитали». В обзоре, опубликованном в Spin в 2001 году, группу неблагосклонно сравнивали с группой, «застрявшей во временной петле — звучание вечеринок по обмену жёнами 70-х с креслами-мешками и несчастными детьми, подающими сосиски на палочках».
Инструменты
Записывающее оборудование и методы группы были описаны в статье 2003 года в Electronic Musician, в которой было отмечено, что они записали многие из своих гитарных аранжировок (исполненных в то время на итальянском Eko Edsel 1960-х годов) через микрофоны, а не через DI-блок. Дополнительные инструменты, включая вибрафон, литавры, кларнеты и орган, были записаны и впоследствии снова пропущены через динамик, чтобы быть перезаписанными через микрофон. Их частная студийная установка включала AKG BX-15, реверберационный усилитель Fostex и лоток Acutronics (первоначально взятый из усилителя Fender). Их установка для записи также включала систему записи на жесткий диск MOTU 2408, Apple Mac G4, Fender Rhodes, Vox Continental и Korg MS-20.
Для цифрового производства группа иногда использовала эмулятор reFX QuadraSid и Native Instruments Reaktor. Комментируя производство своего второго альбома Haha Sound, Кинан сказала: «Вы знаете, когда это кажется перегруженным. Мы использовали более минималистский подход на этом альбоме: меньше внимания уделялось декорированию и больше — повторяющимся частям, которые проходят через треки. Они не являются фокусом для вашего уха, но они являются основой».
Живые выступления
Кинан страдала от страха сцены в ранние годы Broadcast и заслужила репутацию «шугейзера-интроверта на сцене». «Раньше я нервничала весь день шоу, а теперь это происходит только в тот момент, когда я выхожу на сцену», — сказала она позже в интервью 1998 года. «Когда вы слушаете, как я пою свою первую строчку, вы всегда можете сказать, что мое сердце упирается в горло. Выступления в качестве хедлайнеров повышают уверенность в себе».

## Дискография
Смотри статью «Дискография Broadcast» в англ. разделе.
- The Noise Made by People (2000)
- Haha Sound (2003)
- Tender Buttons (2005)